# 甘泉镇 (海城市)
甘泉镇是中国辽宁省鞍山市海城市下辖的一个镇。

## 行政区划
甘泉镇下辖甘泉居委会、邬家洼居委会、三泉社区、蔡家堡村、向阳寨村、玉白庄村、三台沟村、双庙子村、双台子村、苏马台村、管饭寺村、杨相屯村、邓家台村、英城子村、于家沟村。